# Emil Pirchan starší
Emil Pirchan starší (18. května 1844 Svatá Kateřina, Rakouské císařství – 22. června 1928 Vídeň, Rakousko) byl rakouský akademický malíř.

## Život
Emil Pirchan se narodil jako syn revírníka knížete Salma ve Svaté Kateřině u Brna. Později se celá rodina přestěhovala do Senetářova. Rodiče v jejich důchodovém věku navštěvoval ve Křtinách, kam dojížděl již z Brna. Roku 1860 nastoupil na Akademii výtvarných umění ve Vídni. Byl posledním studentem profesora Carla Rahla. Zde setrval do roku 1865. V letech 1874 až 1892 působil jako profesor kreslení na Zemské vyšší reálné škole v Brně. Roku 1883 se oženil s Karolinou Friderikou Marií Sternischtie, s níž měl dvě děti – Emila Pirchana mladšího (1884–1957) a Elsu Pirchanovou (1885–1970).
Roku 1878 jako uznání za své umělecké uznání získal celoroční dovolenou na studijní cestu do Itálie. Zde se seznámil se švýcarským malířem Arnoldem Böcklinem.
Za svůj obraz „Das Mädchen aus der Fremde“ získal roku 1881 Císařskou cenu. Dalšího uznání se dočkala i jeho další díla, jako například „Kaiser Joseph II pflügt bei Slawikowitz“ či „Sterbender Heiland“. Mezi jeho díla dále patří portréty brněnských primátorů, v brněnském Uměleckoprůmyslovém muzeu figurální vitráže. Také se věnoval navrhování kostýmovaným průvodům.
Pirchan za svůj život vytvořil přes 400 malířských obrazů, portrétů, nástropních maleb, nespočet ručních kreseb, olejomaleb a sochařských návrhů.
V roce 1912 se Pirchan přestěhoval k dceři do Vídně, kde zemřel roku 1928.

## Výstavy
Ve dnech 21. března až 23. června 2019 se v Muzeu města Brna na hradě Špilberk konala výstava nazvaná „Emil Pirchan: „Malerfürst“ brněnské okružní třídy“.

## Galerie

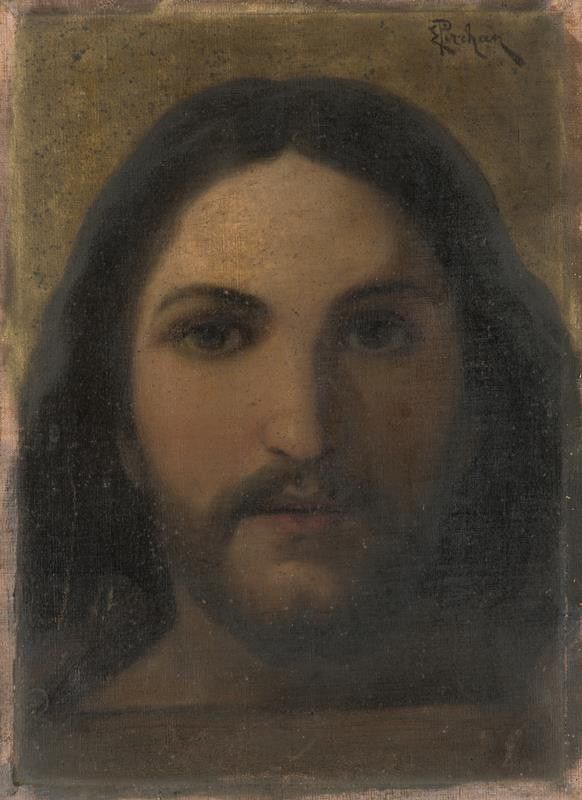
Hlava Krista
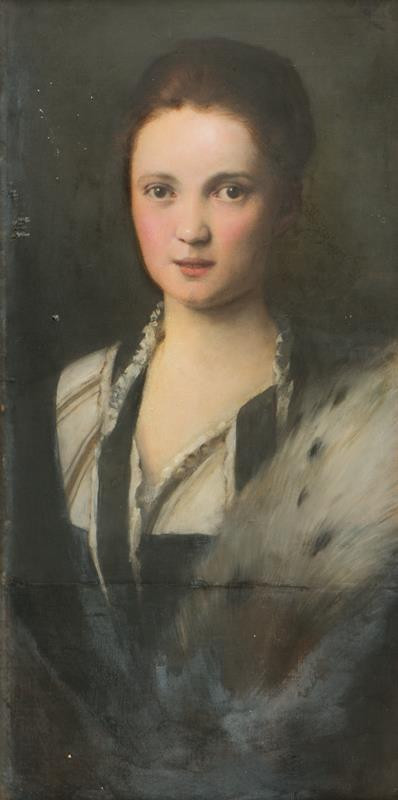
Podobizna Et Soffé
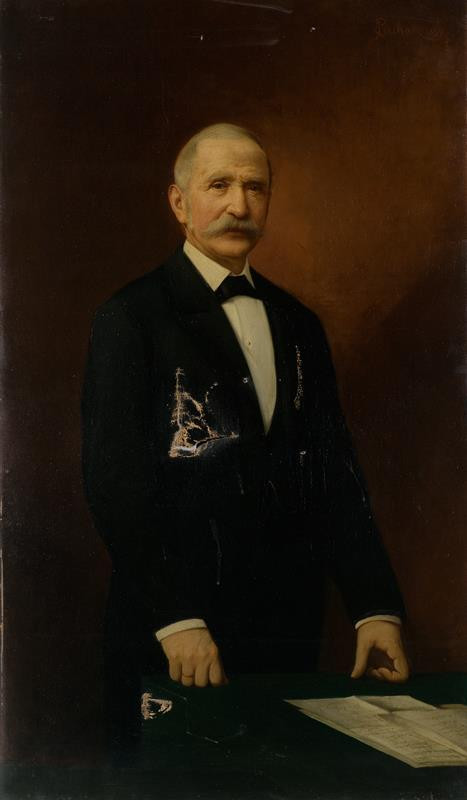
Podobizna Julia Gomperze(?)
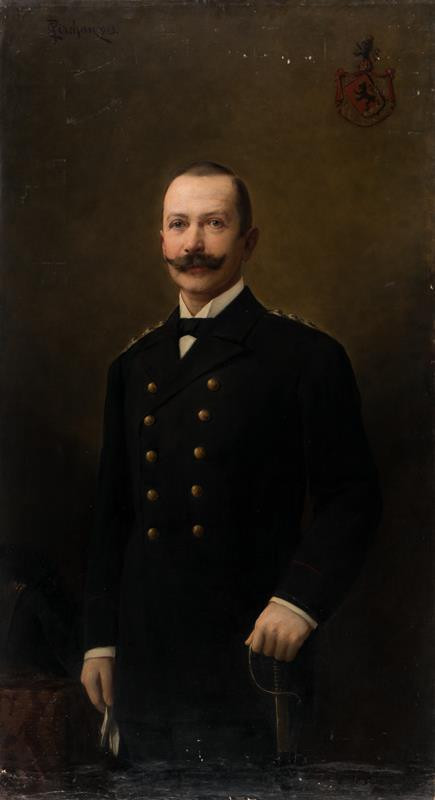
Podobizna místodržitele hraběte Zierotina s erbem (1903)
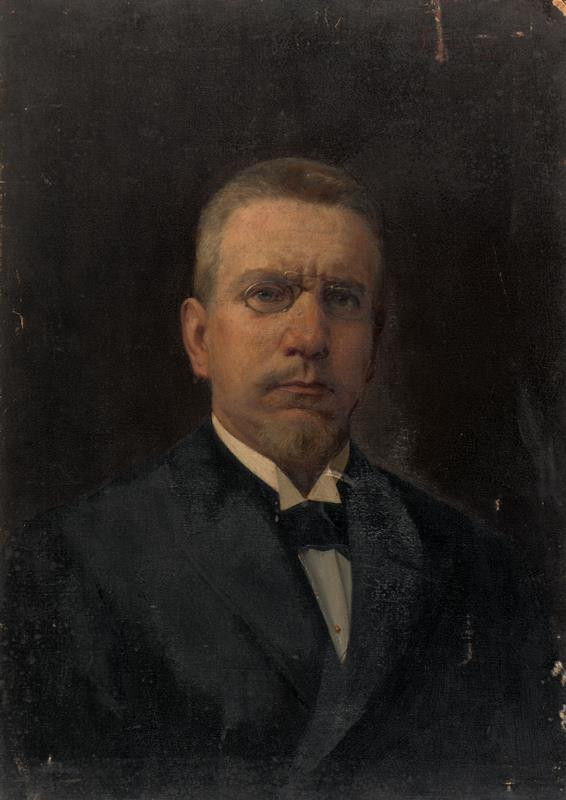
Podobizna muže středních let s krátkým účesem a s cvikrem (Rudolf Rohrer)
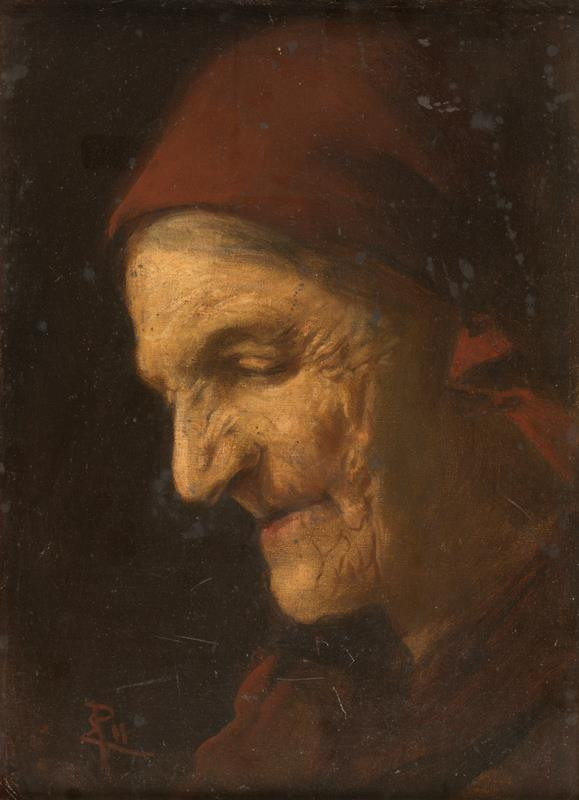
Stařenka, studie hlavy
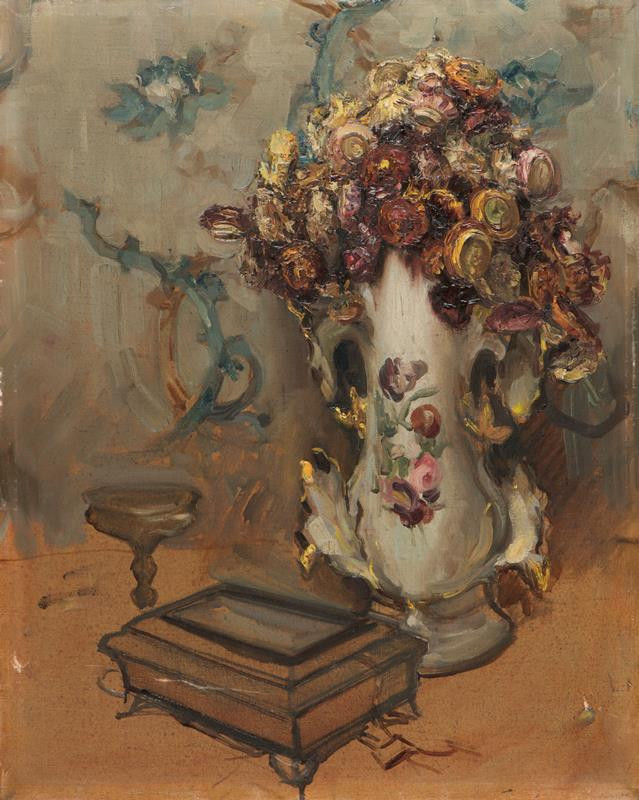
Zátiší s vázou